# NGC 1275
NGC 1275 (také známá jako Perseus A nebo Caldwell 24) je pekuliární galaxie v souhvězdí Persea vzdálená od Země přibližně 204 milionů světelných let. Je hlavním členem Kupy galaxií v Perseovi a nachází se blízko jejího středu, kde je umístěn i silný zdroj rádiových vln Perseus A. Na obloze se nachází ve střední části souhvězdí, 2° severovýchodně od hvězdy Algol s magnitudou 2,1.
Je to Seyfertova galaxie typu 1.5,
i když je někdy označována jako typ 1
i 2.

## Popis
NGC 1275 se skládá ze dvou galaxií: superobří galaxie typu cD (podle Yerkeské klasifikace galaxií) v centru Kupy galaxií v Perseovi a takzvaný "high velocity system" (HVS), který se nachází o něco blíže směrem k Zemi. HVS se k centrální galaxii pohybuje rychlostí 3 000 km/s 
a Kupa galaxií v Perseovi jej pravděpodobně pohltí. HVS centrální galaxii nevlivňuje, protože je od ní vzdálen 200 000 světelných let,
ale slapové působení ho narušuje a tření způsobené mezihvězdným prostředím z něj strhává plyny a spouští v něm tvorbu hvězd.
Centrální galaxie je obalena rozsáhlou sítí vláken vyzařujících čárové spektrum. 
Tato vlákna jsou z galaxie vytahována plazmatem proudícím z aktivního galaktického jádra relativistickou rychlostí. 
Dlouhá vlákna plynu se táhnou až za hranici galaxie, kde pronikají do plynu o teplotě několika milionů stupňů, který vyplňuje kupu a vyzařuje rentgenové záření. Množství plynu obsažené v každém takovém vlákně je přibližně milion {\displaystyle M_{\odot }}. Vlákna jsou často velmi rovná, široká pouze 200 světelných let a dlouhá až 20 000 světelných let.
Přítomnost těchto vláken představuje problém, protože jsou mnohem chladnější než okolní mezihvězdné prostředí. Není jasné, jak tato vlákna vydržela tak dlouho, ani proč se neohřála, nerozplynula nebo nezbortila za vzniku nových hvězd. 
Jednou z možností je, že slabé magnetické pole (o síle desetitisíciny magnetického pole Země) působí dostatečnou silou na ionty ve vláknech a tím je drží pohromadě.
NGC 1275 obsahuje ve svém mezihvězdném prostředí molekulární vodík o hmotnosti 13 miliard {\displaystyle M_{\odot }}, který pravděpodobně padá do centra galaxie a tím živí aktivní galaktické jádro 
a zároveň způsobuje značné množství vznikajících hvězd.
V centru NGC 1275 se pravděpodobně nachází obří černá díra o hmotnosti 340 milionů {\displaystyle M_{\odot }}.

## Supernovy
Během minulých 100 let byly v NGC 1275 pozorovány 2 supernovy: SN 1968A s magnitudou 15,5 a supernova typu Ia nazvaná SN 2005mz, která měla magnitudu 18,2.

## Galerie obrázků

Širokopásmový snímek NGC 1275
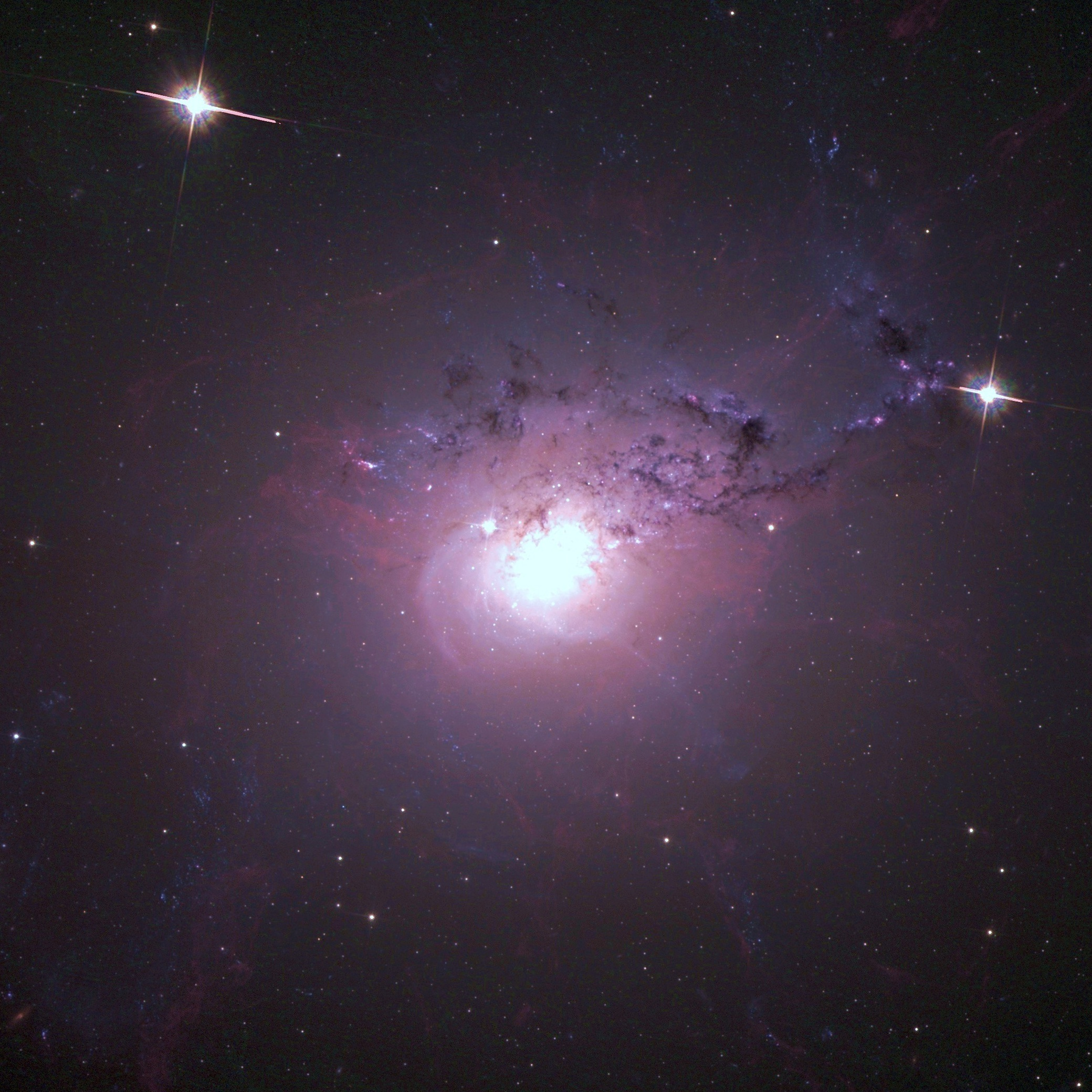
NGC 1275 na snímku širokém 1,73′ HST
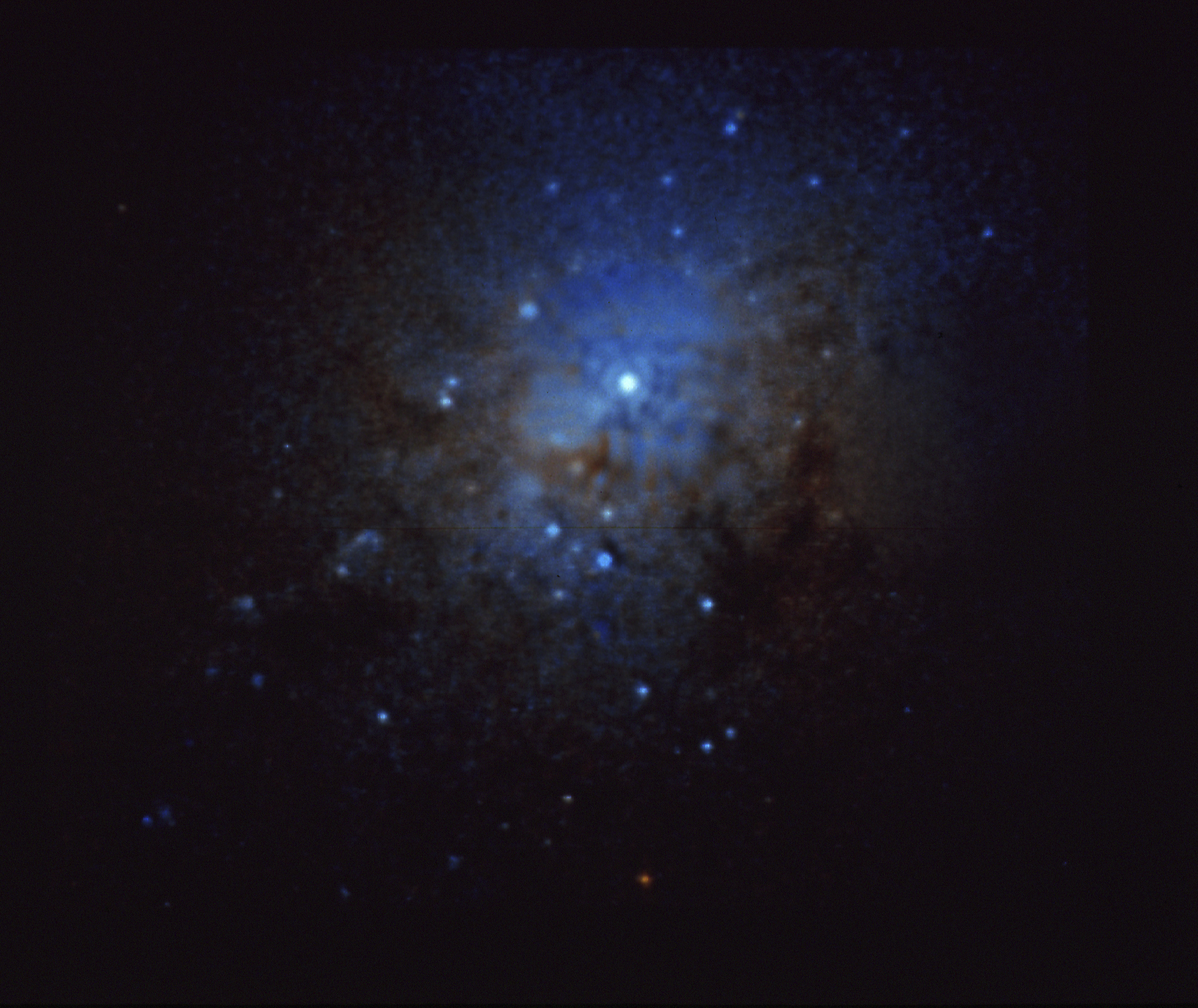
Snímek středu NGC 1275 z HST